# Le Vieil-Dampierre
Le Vieil-Dampierre – miejscowość i gmina we Francji, w regionie Grand Est, w departamencie Marna. Nazwa miejscowości pochodzi od imienia św. Piotra.
Według danych na rok 1990 gminę zamieszkiwały 94 osoby, a gęstość zaludnienia wynosiła 7 osób/km².